# Peter Opsvik
Peter Opsvik (* 25. März 1939 in Stranda; † 30. September 2024) war ein norwegischer Industrie- und Möbeldesigner sowie Jazzmusiker. Er war Sohn der Möbelfabrikanten Nils Opsvik und Anne Ringstad. Von 1967 bis zu seinem Tod war er mit Kari Vartdal verheiratet, mit der er den Sohn Eivind Opsvik hatte, der als Jazz-Bassist und Komponist tätig ist. Opsvik war für seine ergonomischen Sitzmöbel bekannt und entwarf unter anderem die Hochstühle Tripp Trapp für Stokke AS und Nomi für Evomove.

## Ausbildung und Werdegang
Opsvik begann seine Ausbildung 1959 an der Bergens Kunsthåndverksskole. Im Jahr 1964 schloss er sein Diplom an der Statens Håndverks- og Kunstindustriskole (SHKS) in Oslo ab. Anschließend, im Jahr 1970, studierte er Ergonomie an der Folkwangschule für Gestaltung in Essen unter Ulrich Burandt. Bevor Opsvik als freischaffender Designer arbeitete, war er zwischen 1965 und 1970 als Industrie-Designer in der Tandberg Radiofabrikk angestellt. Später hatte er ein eigenes Studio in Oslo, Peter Opsvik AS, mit sieben Angestellten.

## Design

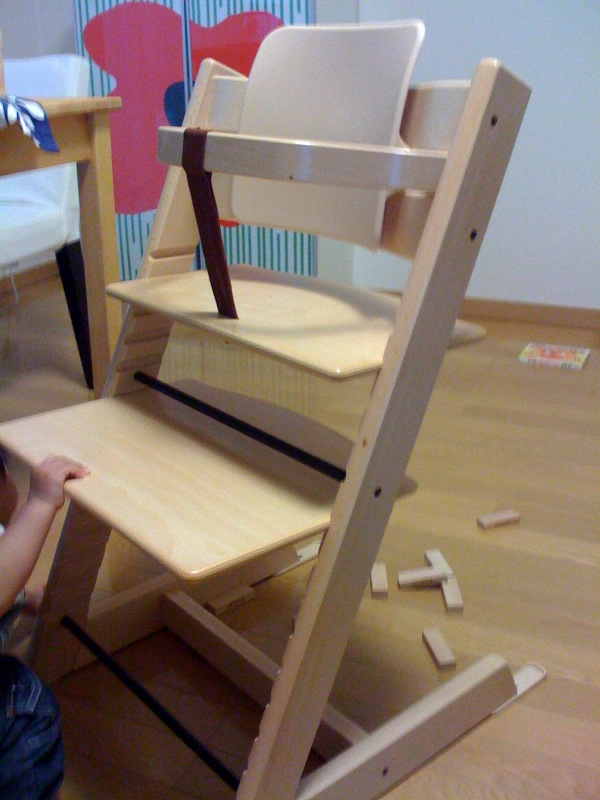
Hochstuhl Tripp Trapp

### Werke (Auswahl)

#### Hochstuhl Tripp Trapp
Der Hochstuhl Tripp Trapp ist ein höhenverstellbarer Stuhl für Kinder, der je nach Größe angepasst werden kann. Er kam 1972 auf den Markt und hat sich bis zum Jahr 2006 über fünf Millionen Mal verkauft. Er wird seither von der Firma Stokke vertrieben.

#### Balans-Serie
Die Balans-Serie stellte eine neue Form von Sitzmöbeln dar, die mit dem konventionellen Design brechen. Um eine ergonomische Sitzposition zu erhalten und darüber hinaus ein hohes Maß an Bewegung zu ermöglichen, hat das Balans-Konzept, welches von dem Norweger A.C. Mandal entwickelt wurde, eine nach vorn geneigte Sitzfläche, wobei der Körper über Kniepolster abgestützt wird. Bei einigen Modellen sind die Schienen, an denen Sitz- und Kniepolster befestigt sind, rund ausgeformt, damit sie wie ein Schaukelstuhl wippen können. So sieht auch das erste Modell Variable Balans aus dem Jahr 1979 aus. Weitere Modelle mit Rückenlehnen folgten.

### Auszeichnungen (Auswahl)
- Red dot award, 2010 (Håg Capisco Puls)
- Anders Jahres-Kulturpreis, 2008.
- Nordiska Designpriset, 2007 (Viola)
- Most Innovative Product Award, NeoCon Chicago, 2006 (Håg Conventio Wing)
- Torsten og Wanja Söderbergs pris, 2000.
- Classic prize; 1996 (Tripp Trapp)
- Jacob prize, 1986 (Balans-Serie)
- Nor-In, 1981.
- Gold-Medaille, Exempla in München, 1971.

## Musik
Als Klarinettist und Saxophonist spielte Opsvik seit der Gründung 1970 in der Christiania Jazzband, später auch bei Christiania 12; er nahm an zahlreichen Festivals und Aufnahmen teil. Auf seinem Album Woodwork werden z. T. von ihm selbst entworfene Klangobjekte eingesetzt.

### Alben
- Christiania Jazzband: Christiania Jazzband (Sonet 1972, Spellemannprisen 1973)
- Jon Larsen, Peter Opsvik, Per Frydenlund, Svein Gusrud: Guitar Sax Guitar & Bass (Hotclub 1985)
- Christiania 12/Christiana Jazzband: Classic Jazz (1995)
- Woodwork (NorCD 1999, mit Helge Lien, Bjørnar Andresen, Eivind Opsvik, Knut Aalefjær, Rob Waring)
- Home Recordings (2002 mit Børre Frydenlund, Tore Jensen)
- Christiania 12: Happy Feet (Herman 2004)
- Christiania 12: Rhythm Crazy (2009)
- Ballads by Jimmy Van Heusen (2010, mit Aage Lade)